# A Szovjetunió zászlaja
A Szovjetunió zászlaja a Szovjetunió egyik nemzeti jelképe volt 1922 és 1991 között. A vörös zászló 1917 előtt hagyományos forradalmi zászlónak számított, mely a nemzetközi munkásmozgalom jelképe is volt egyben. A sarló és a kalapács a parasztság és az ipari munkásság szövetségét reprezentálja, a felette elhelyezett aranyozott szegélyű vörös csillag pedig a munkásmozgalmat, valamint az elérendő célt, a kommunizmust szimbolizálja.
A zászló első verzióját 1922-ben fogadták el. 1936-ban és 1955-ben módosítottak a kalapács nyelének hosszán és a sarló alakja is megváltozott. Ez volt az utolsó módosítás, mely kitartott a Szovjetunió 1991-es felbomlásáig. 
A zászlót napjainkban kommunista pártok gyűlésein és tüntetéseken használják, valamint a Szovjetunió iránti nosztalgia jegyében is gyakran előkerül.

## Leírás
Vörös alapon, a bal felső sarokban egy aranyozott színű kalapács, sarlóval keresztezve, fölöttük aranyozott szélű ötágú vörös csillag. A kalapács és a sarló a nemzetmegtartó parasztságát és munkásait jelképezték, míg a vörös csillag képviselte a Szovjetunió kommunista pártjának uralmát.

A zászló 1922 és 1923 között
A zászló 1923 és 1955 között
A zászló 1955 és 1980 között
A zászló 1980 és 1991 között

## Katonai zászlók

A Vörös Hadsereg nem hivatalos zászlaja
A Szovjet Haditengerészet hajózászlója
A Szovjet Haditengerészet zászlaja
A Szovjet Légierő zászlaja

## A Szovjetunió tagköztársaságainak zászlóképtára

Oroszországi SZSZSZK
Belorusz SZSZK
Ukrán SZSZK
Türkmén SZSZK
Üzbég SZSZK
Tádzsik SZSZK
Azerbajdzsáni SZSZK
Grúz SZSZK
Örmény SZSZK
Kazah SZSZK
Kirgiz SZSZK
Észt SZSZK
Lett SZSZK
Litván SZSZK
Moldáv SZSZK